# Aphyllanthaceae
Classification APG II (2003)
Famille
Classification APG III (2009)
Répartition géographique
La famille des Aphyllanthacées regroupe des plantes monocotylédones ; elle ne comprend qu'une espèce, Aphyllanthes monspeliensis, l'aphyllanthe de Montpellier.
C'est une plante herbacée, à feuilles réduites en écailles, à rosette, des zones arides de l'ouest du bassin méditerranéen.

## Étymologie
Le nom vient du genre type Aphyllanthes, qui vient du grec αφυλλος  / aphyllos, « qui n’a pas de feuilles » et  ανθος  / anthos, fleur, en référence à la plante qui ressemblant à un jonc semble être dépourvue de feuilles.

## Classification
En classification classique de Cronquist (1981) la famille n'existe pas et les plantes sont assignées aux Liliacées.
En classification phylogénétique APG II (2003) cette famille est optionnelle : ces plantes peuvent aussi être intégrées à une plus vaste famille, celle des Asparagacées.
En classification phylogénétique APG III (2009) cette famille est invalide et ses genres sont incorporés dans la famille Asparagaceae.